# Agricultural Data Interchange Syntax
Agricultural Data Interchange Syntax (ADIS) ist eine ASCII-Syntax für den Datenaustausch zwischen Informationssystemen in der Agrarwirtschaft.

## Aufbau

### Grundlegendes
Das Protokoll bzw. die Syntax ist zeilenorientiert und verfolgt eine vorgeschriebene Struktur. 
Jede Zeile beginnt mit ihrem Zeilentyp (ein Zeichen) und dem Statuszeichen (ebenfalls ein Zeichen), gefolgt von einer Event bzw. Entitätsnummer (sechsstellig), danach folgen Daten oder Datendefinitionen.
Der Abschluss jeder Zeile ist zwingend eine <CR><LF>-Kombination.
Zeilentypen:
| Zeilentyp | Bezeichnung          | Beschreibung | |
| --------- | -------------------- | --- | --- |
| D         | Definition           | In einer D-Zeile wird der Inhalt der nachfolgenden V-Zeilen angegeben. Einer D-Zeile müssen immer eine oder mehrere V-Zeilen folgen. Wenn keine Daten verfügbar sind, müssen alle Felder (ab der Position 9) der gesamten V-Zeile mit "?" gefüllt werden.                                                                                   | In einer D-Zeile wird der Inhalt der nachfolgenden V-Zeilen angegeben. Einer D-Zeile müssen immer eine oder mehrere V-Zeilen folgen. Wenn keine Daten verfügbar sind, müssen alle Felder (ab der Position 9) der gesamten V-Zeile mit "?" gefüllt werden.                                                                                   |
| D         | Definition           | Schema: | D<Status><Entity-Nr.>(<DDI-Nr.><Feldlänge><Dezimalstellen>)+<CR><LF> |
| V         | Value                | Die V-Zeile enthält die Werte der Datenelemente, die in der letzten D-Zeile aufgeführt sind. | Die V-Zeile enthält die Werte der Datenelemente, die in der letzten D-Zeile aufgeführt sind. |
| V         | Value                | Schema: | V<Status><Entity-Nr.>(<Wert>)+<CR><LF> |
| E         | End of logical file  | Die E-Zeile markiert das logische Ende einer ADIS-Datei. In einer Datei können mehrere E-Zeilen vorkommen. Der E-Zeile folgt immer eine DH- und VH-Zeile oder eine Z-Zeile. Das physische Ende einer Datei wird durch eine Z-Zeile angegeben. Die letzte E-Zeile vor der Z-Zeile ist nicht erforderlich.                                    | Die E-Zeile markiert das logische Ende einer ADIS-Datei. In einer Datei können mehrere E-Zeilen vorkommen. Der E-Zeile folgt immer eine DH- und VH-Zeile oder eine Z-Zeile. Das physische Ende einer Datei wird durch eine Z-Zeile angegeben. Die letzte E-Zeile vor der Z-Zeile ist nicht erforderlich.                                    |
| E         | End of logical file  | Schema: | EN<CR><LF> |
| C         | Comment              | Die C-Zeile kann an beliebiger Stelle in den ADIS-File eingefügt werden, und sie kann beliebigen Text enthalten. | Die C-Zeile kann an beliebiger Stelle in den ADIS-File eingefügt werden, und sie kann beliebigen Text enthalten. |
| C         | Comment              | Schema: | C<Status><beliebiger Text><CR><LF> |
| S         | Search               | In einer S-Zeile können eine oder mehrere Bedingungen spezifiziert sein. | In einer S-Zeile können eine oder mehrere Bedingungen spezifiziert sein. |
| S         | Search               | Schema: | S<Status><Ereignis-Nr.>(<DDI-Nr.><Feldlänge><Auflösung><min-Wert><max-Wert>)+<max-Anzahl><CR><LF> |
| R         | Request              | Eine R-Zeile beinhaltet die Data-Dictionary-Nummern von Attributen, die angefragt werden. | Eine R-Zeile beinhaltet die Data-Dictionary-Nummern von Attributen, die angefragt werden. |
| R         | Request              | Schema: | R<Status><Ereignis-Nr.>(<DDI-Nr.><Feldlänge><Auflösung>)+<CR><LF> |
| F         | File                 | Eine F-Zeile gibt den vollständigen Namen einer Bibliographie-Datei an (Pfadname und Dateiname). Diese Zeile vermeidet, die Datei selbst einzuschließen. | Eine F-Zeile gibt den vollständigen Namen einer Bibliographie-Datei an (Pfadname und Dateiname). Diese Zeile vermeidet, die Datei selbst einzuschließen. |
| F         | File                 | Schema: | F<Status><Pfad + Dateiname><CR><LF> |
| I         | Include              | Eine I-Zeile beinhaltet den Pfadnamen und den Dateinamen einer auf der I-Zeilen-Position einzufügenden Datei. Die Einfügezeile soll die ADIS-Anforderungen erfüllen, als ob sie Teil der übergeordneten Datei wären. Dies impliziert, dass die Kombination von übergeordneter Datei und der Einfügedatei den ADIS-Anforderungen entspricht. | Eine I-Zeile beinhaltet den Pfadnamen und den Dateinamen einer auf der I-Zeilen-Position einzufügenden Datei. Die Einfügezeile soll die ADIS-Anforderungen erfüllen, als ob sie Teil der übergeordneten Datei wären. Dies impliziert, dass die Kombination von übergeordneter Datei und der Einfügedatei den ADIS-Anforderungen entspricht. |
| I         | Include              | Schema: | I<Status><Pfad + Dateiname><CR><LF> |
| O         | Output               | Eine O-Zeile beinhaltet den Pfadnamen und den Dateinamen einer Datei, zu der Daten geschrieben werden müssen. | Eine O-Zeile beinhaltet den Pfadnamen und den Dateinamen einer Datei, zu der Daten geschrieben werden müssen. |
| O         | Output               | Schema: | O<Status><Pfad + Dateiname><CR><LF> |
| T         | Terminate            | Eine T-Zeile kennzeichnet das Ende einer Informationshaupteinheit in einer ADIS-Datei. Eine T-Zeile kann verwendet werden, um unterschiedliche Blöcke innerhalb einer Datei zu unterscheiden. Nach einer T-Zeile kann keine DH + VH-Zeile (siehe auch E-Zeile) folgen.                                                                      | Eine T-Zeile kennzeichnet das Ende einer Informationshaupteinheit in einer ADIS-Datei. Eine T-Zeile kann verwendet werden, um unterschiedliche Blöcke innerhalb einer Datei zu unterscheiden. Nach einer T-Zeile kann keine DH + VH-Zeile (siehe auch E-Zeile) folgen.                                                                      |
| T         | Terminate            | Schema: | TN<CR><LF> |
| Z         | Physical end of file | | |
| Z         | Physical end of file | Schema: | ZN<CR><LF> |

Statuszeichen:
| Status | Bezeichnung     | Beschreibung |
| ------ | --------------- | --- |
| H      | Header          | Daten Jede ADIS-Datei muss einen Header haben. Dies impliziert, dass eine ADIS-Datei mit einer DH-Zeile beginnt, gefolgt von einer VH-Zeile. Lediglich Kommentarzeilen (ungeachtet ihrer Statuszeichen) können dem Header vorangehen. Wenn der Header ausgelassen wird, ist die ganze Datei unzulässig. |
| N      | Normal          | Normale Daten werden bereitgestellt, um den Datenbestand des Empfängers zu aktualisieren. |
| S      | Synchronisation | |
| F      | Faulty          | Daten Wenn eine ADIS-Datei eine Zeile enthält, die einen oder mehrere Fehler zu enthalten scheint, ist es für den Empfänger möglich, diese ganze Zeile in eine separate ADIS-Datei zu geben, mit dem in "F" geänderten Statuszeichen. Es ist ebenfalls möglich, dass eine F-Statuszeile mehr Felder als die entsprechenden N-Statuszeile hat. Die F-Statuszeile kann z. B. detaillierte Informationen über die Fehlerart, was falsch ist, etc. enthalten. Diese Art von Informationen können in einer F-Statuszeile enthalten sein gemäß der vorangehenden DF-Zeile. Der Empfänger entdeckt die Fehler in der ADIS-Datei und sendet die F-Zeile zurück zum ursprünglichen Sender. |
| D      | Deletion        | Wenn eine ADIS-Datei versandt wurde, die falsche Informationen enthält, kann der Übermittler die Zeile, die den Fehler enthält, in eine andere ADIS-Datei kopieren mit einem in "D" geänderten Statuszeichen und kann diese Datei ebenfalls versenden. Eine Zeile mit einem D-Status soll vollständig gelöscht werden. Die Verwendung des D-Status ist wählbar. Wenn der D-Status nicht unterstützt wird, soll er durch eine F-Zeile beantwortet werden. |

#### Klassen
Es gibt verschiedene Klassen der ADIS:
| Klasse A | Zeilentypen D,V,C,E,Z | obligatorisch |
| Klasse B | Zusätzlich F,I,T      | Erweiterung   |
| Klasse C | Zusätzlich R,O        | Erweiterung   |
| Klasse D | Zusätzlich S,R,O      | Erweiterung   |

Klasse A wird vorausgesetzt, um in ADIS kommunizieren zu können. Alle anderen Klassen sind Erweiterungen, die nicht aufeinander aufbauen. Das heißt, wenn Klasse C unterstützt wird, wird nicht automatisch Klasse B unterstützt.

#### Datensyntax
In einer Datenzeile (V.) müssen nicht verwendete Zeichen mit Leerzeichen aufgefüllt werden. Bei Text wird nach dem letzten Zeichen der Rest bis zur Feldgröße aufgefüllt. Bei Zahlen wird vor den Ziffern das Feld aufgefüllt.
Des Weiteren werden Felder ohne Inhalt mit Fragezeichen ('?') aufgefüllt.

### Beispiele

#### Header
```
DH990001000000000800090000208000900003080009000040600090000624000900009080
VH990001DD:     1996    20131105202246LKVNRW                  AGRO2013

```

##### Erklärung
```
DH 990001 00 000000 08 0 00 900002 08 0 00 900003 08 0 00 900004 06 0 00 900006 24 0 00 900009 08 0
1 | 2    |3 |  4   |5 |6|3 |  4   |5 |6| …

```

1. Zeilentyp & Statuszeichen (hier Definition und Header)
2. Ereignisnummer oder Entitynummer
3. Delimiter, gehört eigentlich zur Itemnummer, wird jedoch widersprüchlich beschrieben.
4. Itemnummer
5. Länge des Feldes
6. Nachkommastellen

Die Header-Daten:
```
VH|990001|DD:     |1996    |20131105|202246|LKVNRW                  |AGRO2013|
2 |   6  |   8    |   8    |   8    |  6   |           24           |   8    |

```

Die in der zweiten Zeile angegebenen Längen korrespondieren mit den in der Headererklärung angegebenen Feldlängen.

#### Daten
Normale Daten werden nach dem gleichen Schema verarbeitet.
Hier ein Beispiel:
```
DN190002001900010800019000306000190052180
VN1900021996    990001??????????????????
VN1900021996    990002Animal            
VN1900021996    990003Individual milking
VN1900021996    990004Lactation         
VN1900021996    990005??????????????????
VN1900021996    990006Daily feeding     
…

```

## Zertifizierungen

### ISOagriNET
ISOagriNET ist eine Umsetzung der ADIS-Syntax auf Netzwerkverbindungen.
Es existiert eine Zertifizierung der ISO-Gruppe (ISO17532:2007). 
Kleinere Firmen in der Agrartechnik scheuen jedoch meist eine Zertifizierung wegen der Kosten.

#### Unterschiede zu ADIS
Die Unterschiede zu ADIS sind marginal. Da ISOagriNET nur auf Netzwerkebene genutzt wird, fallen sämtliche Zeilentypen, die mit direktem Dateihandling (E,F,I,O) zu tun haben, weg.

## Probleme von ADIS
Probleme bereitet ADIS in Fällen, bei denen mehr als 99 Zeichen für eine Variable benötigt werden. Des Weiteren ist dieses Protokoll nur für Daten gedacht, die sich in Text oder Zahlen ausdrücken lassen. Die Längenbeschränkung lässt sich im Notfall noch mit Tricks umarbeiten. Sollten jedoch binäre Daten übertragen werden müssen, scheidet dieses Protokoll aus seiner Textnatur heraus vollkommen aus.
Außerdem sind die Implementierungen einzelner Firmen meist unvollständige Eigenimplementierungen, da es in keiner Sprache vollständige Referenzimplementierungen gibt. Ein Open-Source-Projekt auf Github namens 'adis' versucht, eine inoffizielle Referenzimplementierung für Java zu entwickeln, ist jedoch noch unvollständig und entwickelt sich nur langsam weiter.

## Andere Ansätze für Agrar-Interoperabilität

### agriOpenLink
agriOpenLink ist ein Verbund von Forschungseinrichtungen und Firmen  mit dem Ziel, die Kommunikation von Maschinen und Informationssystemen in der Agrarwirtschaft offen zu gestalten, zu automatisieren und für den Bauern zu vereinfachen. Die Technologie basiert auf Ontologien und Web-Services. 
Hauptziele:
- offene Schnittstelle(n)
- einfache und schnelle Umsetzung bzw. Implementierung
- Open-Source-Software und -Libraries
- basierend auf den Ontologien, ein Expertensystem zu schaffen

In dem Projekt haben sich folgende Forschungseinrichtungen und Firmen zusammengeschlossen:
- FTW – Forschungszentrum Telekommunikation Wien
- BOKU – Universität für Bodenkultur, Institut für Landtechnik, Wien
- JR – Josephinum Research, Wieselburg
- MKWE – MKW Electronics GmbH, Weibern/Oberösterreich

Das Projekt wird gefördert von der FFG und finanziert vom Bundesministerium für Verkehr, Innovation und Technologie (BMVIT) Österreichs.